# 皇帝街 (多倫多)

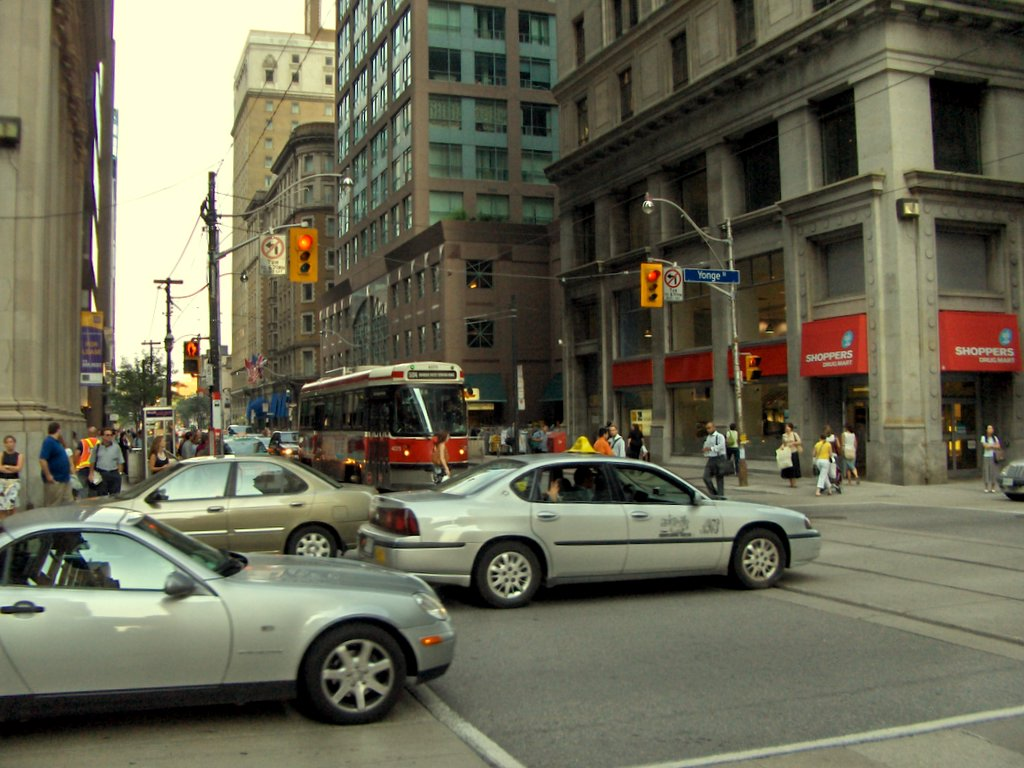
皇帝街夾央街

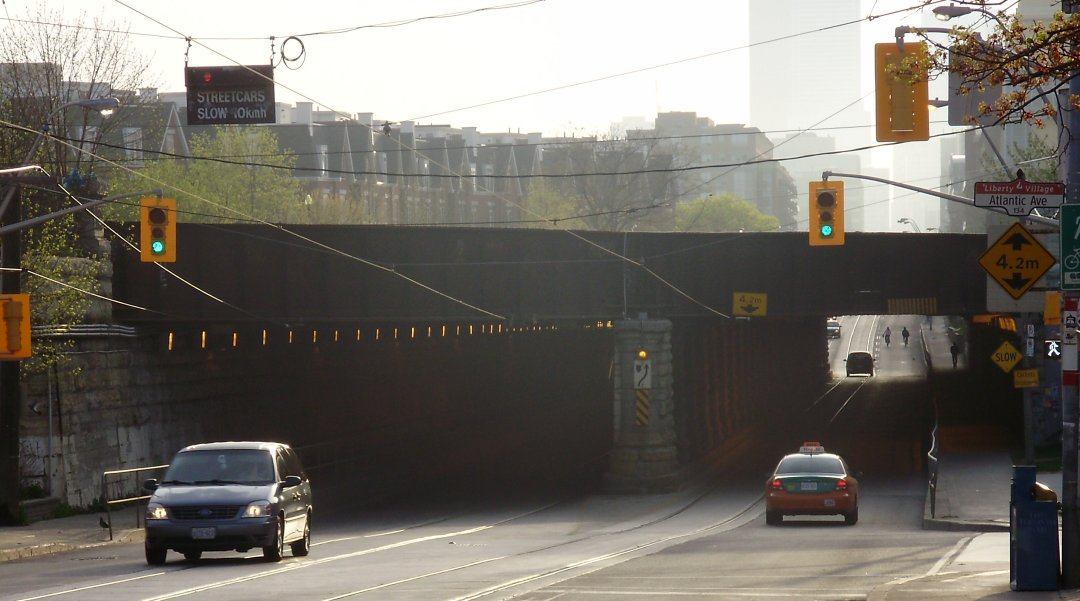
皇帝西街鐵路建於1888年，在大西洋街（Atlantic Street）與蕯伯里街（Sudbury Street）之間的皇帝西街路段上承載加拿大國家鐵路及GO運輸鐵路交通。

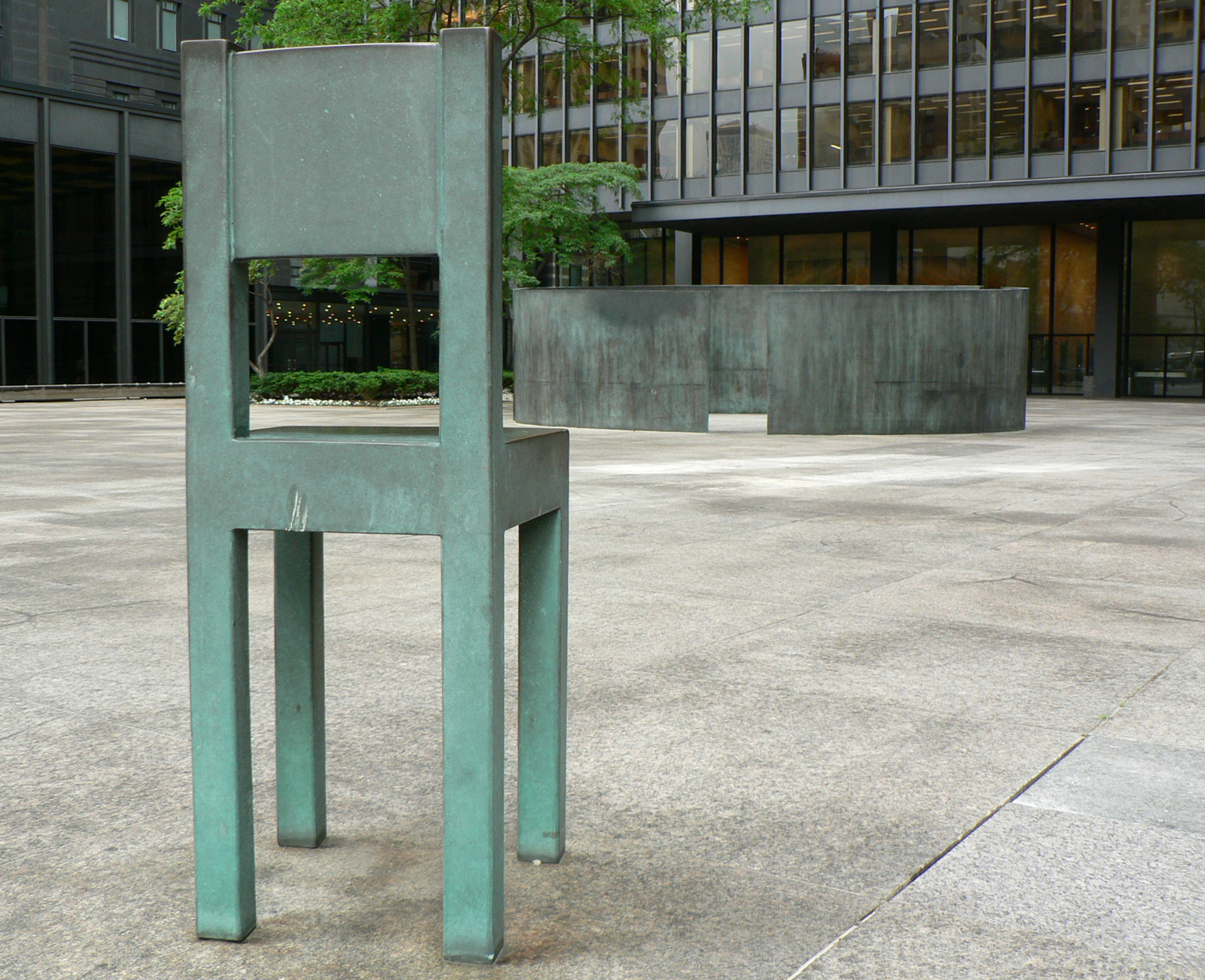
Wall and chairs (1985)，由Al McWilliams創作，位於皇帝街

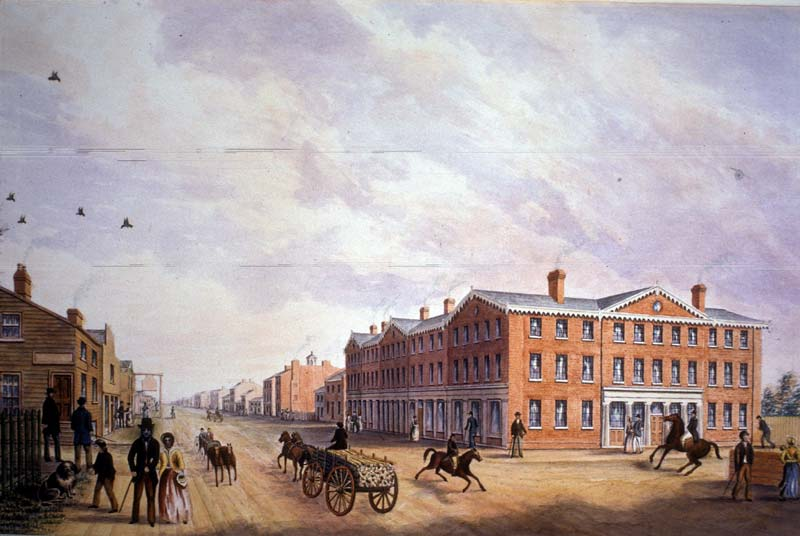
1834年的皇帝街夾約克街（York Street），繪於皇帝街，向東望。東南角的Chewett Building是多倫多的第一個辦公大廈，也是鎮上最大的單體建築。

國王街，當地華人譯作皇帝街，是加拿大安大略省多倫多的一條東西向商業大道。它是約克鎮1793年規劃中的首批街道之一（約克鎮於1834年改名為多倫多市）。1803年在皇帝街夾渣華士街處建造了集市廣場，聖羅倫斯市場落戶於此，這條街隨之成為約克及早期多倫多的主要商業街。這個區域的核心地區在1849年的多倫多大火中被焚毀，但隨後得到重建。最初的街道由佐治街延伸到柏克萊街（Berkeley Street），並在1901年延伸到現在的全長（同皇后街），西端至朗士華路，東端至當河。

## 描述
皇帝街的西端位於女皇道，北端位於朗士華路，東端位於皇后西街。皇帝街向東南延伸片刻，然後向東轉，即到達國會街以西。在那裡，它向東北彎曲，直到與當河以西及當河公園（Corktown Common）以北的皇后東街合併。在調整之前，東邊路（是皇帝街的東端，在皇帝街橋（King Street Bridge，後被廢棄）穿過當河。央街是多倫多眾多東西街道的東西分隔線，將皇帝街分為皇帝東街和皇帝西街。
加拿大星光大道沿著皇帝街由約翰街一直延伸到閃高街（Simcoe Street），再向南延伸到閃高。星光大道是以花崗岩向在音樂、文學、新聞、舞蹈、體育、表演、娛樂及廣播領域享有盛譽的加拿大人致敬。
皇帝西街被認為是多倫多的時尚區，以時尚餐廳、設計商店及精品公寓開發而聞名。該社區以前是工業區，自2000年代初以來經歷了相當大的城市發展。
皇帝東街主要被稱為多倫多市中心的高端豪華家具區，在皇帝街及周邊地區擁有數十家店舖。
截至2018年10月，皇帝街有兩條重疊的多倫多公車局有軌電車路線貫穿全街：504A號皇帝街有軌電車線（504A King）與504B號皇帝街有軌電車線（504B King），它們是最繁忙的有軌電車路線，平均每天載客65,000人。它們在大學路（University Avenue）的聖安德魯站及央街的皇帝站與央街－大學地鐵線（1號線）相連。它們在登打士西站及百樂匯站與布魯亞－丹佛地鐵線（2號線）相連。這條街還由508號湖濱有軌電車線（508 Lake Shore）提供服務，直到2015年6月停止服務。隨後在2016年6月被514號櫻桃街有軌電車線（514 Cherry）取代，該路線於2018年10月取消，並由兩條504號皇帝街有軌電車線（504 King）分支取代。

### 交通購物中心
巴佛士街與渣華士街之間的皇帝街路段是一個交通購物中心，對車輛通行有限制。在商業路段，卡車和汽車不能繼續直行或在十字路口左轉：他們必須在皇帝街右轉。路上還有室外咖啡館和公共藝術品。2019年4月16日，市政府決定將該交通商城永久保留。

## 歷史
在約克鎮最初的1793年規劃中，皇帝街是現今介乎佐治街與國會街之間的前街路段的原名。這在1797年發生了改變，當時約克向西延伸。原皇帝街更名為宮殿街（Palace Street），原公爵街（Duke Street）更名為皇帝街。新的皇帝街向西延伸至約克街（York Street）。1798年，皇帝街向西延伸至彼得街（Peter Street）。1837年多倫多向西延伸，皇帝街向西延伸至加利臣溪（Garrison Creek）。此時，皇帝街是多倫多東西向的主要商業街道，在皇帝街夾新街（New Street，或奶路臣街［Nelson Street］，即今渣華士街）處有聖羅倫斯市場，商業核心圍繞該市場延伸。在1849年的大火中，皇帝街夾渣華士街的大部分業務核心被摧毀。此處後建造了新的商業建築。到1901年，皇帝西街已完工，現位於朗士華路夾皇后街的路口。
近年來，該區域出現了許多別緻的餐廳、會所及畫廊（如Cobra、Brant House、Susur、Senses Bar and Restaurant、Thuet Cuisine、Lux、Old Yorke Pub and Grill、Navarro Gallery 等）。隨着皇帝西街越來越面向多倫多的夜生活人群，並且靠近主要景點，如羅渣士中心（原SkyDome）、豐業銀行體育館、釀酒廠區、冰球名人堂、萊湯遜音樂廳、索尼表演藝術中心、聖羅倫斯市場及歷史悠久的英皇愛德華酒店。

## 地标

### 皇帝街沿途的熱門景點
- 加拿大名人堂（英语：Canada's Walk of Fame）
- 威爾斯王妃劇院（Princess of Wales Theatre；為劇院巨頭Ed & David Mirvish所有）
- 皇家亞歷珊卓劇院（Royal Alexandra Theatre；為劇院巨頭Ed & David Mirvish所有）
- 萊湯遜音樂廳

### 位於皇帝街的辦公大樓
- 多倫多證券交易所
- 多倫多道明中心
- 第一加拿大廣場
- 斯高沙廣場
- 商業仲裁大廈，包括历史悠久的商業仲裁大廈北（Commerce Court North）
- 斯平瑪斯特（Spin Master）公司辦事處

### 皇帝街上的其他著名建築
- 英皇愛德華酒店
- 聖雅各座堂（聖公會）
- 聖安德烈教堂（英语：St. Andrew's Church (Toronto)）（長老會）
- 多倫多太陽報大廈（英语：Toronto Sun Building）

### 皇帝街上的社區
- 當河公園區（英语：Corktown, Toronto）（夾櫻桃街）
- 娛樂區（英语：Toronto Entertainment District）（夾約翰街）
- 時尚區（夾士巴丹拿道）
- 金融區（英语：Financial District, Toronto）（夾卑街）
- 自由村（英语：Liberty Village）（夾德化林街）
- 柏杜（英语：Parkdale, Toronto）（「小西藏」，夾鄧參將路［Dunn Avenue］）
- 朗士華（英语：Roncesvalles, Toronto）（「小波蘭」，夾皇后街）
- 約克老城區（英语：York, Toronto）（夾國會街）
- 聖羅倫斯（英语：St. Lawrence, Toronto）（位於渣華士街，皇帝街以南少許）
- 尼亞加拉（英语：Niagara, Toronto）（夾巴佛士街）